# Ноулз, Сирил
Сирил Барри Ноулз (англ. Cyril Barry Knowles; 13 июля 1944, Fitzwilliam, Уэст-Йоркшир — 30 августа 1991, Мидлсбро) — английский футболист, защитник. По завершении игровой карьеры - тренер.

## Клубная карьера
В профессиональном футболе дебютировал в 1962 году выступлениями за клуб «Мидлсбро», в котором провел два сезона, приняв участие в 37 матчах чемпионата.
В 1964 году перешёл в клуб «Тоттенхэм Хотспур», за который сыграл 12 сезонов. Большую часть времени, проведенного в составе клуба, был основным игроком защиты команды. Завершил профессиональную карьеру футболиста выступлениями за эту команду в 1976 году.

## Международная карьера
В 1967 году дебютировал в официальных матчах в составе национальной сборной Англии. В течение карьеры в национальной команде, которая длилась всего 2 года, провел в форме главной команды страны 4 матча.
В составе сборной был участником чемпионата Европы 1968 года в Италии, на котором команда завоевала бронзовые награды.

## Тренерская карьера
Начал тренерскую карьеру, вернувшись к футболу после небольшого перерыва, в 1983 году, возглавив тренерский штаб клуба «Дарлингтон». В дальнейшем возглавлял клуб «Торки Юнайтед».
Последним местом тренерской работы был клуб «Хартлпул Юнайтед», который Сирил Ноулс возглавлял в качестве главного тренера до 1991 года.
Умер 30 августа 1991 года на 48-м году жизни в городе Мидлсбро, Великобритания.

## Достижения
«Тоттенхэм»
- Победитель Кубка УЕФА: 1972
- Обладатель Кубка Англии: 1967

Сборная Англии
- Бронзовый призёр чемпионата Европы: 1968